# Eupalamus tenuimanus
Eupalamus tenuimanus är en stekelart som beskrevs av Heinrich 1980. Eupalamus tenuimanus ingår i släktet Eupalamus, och familjen brokparasitsteklar. Inga underarter finns listade.